# Eiskeller-Versammlung
Die Eiskeller-Versammlung am 3. Januar 1878 in Berlin war der missglückte erste Versuch des antisemitischen Hof- und Dompredigers Adolf Stoecker, eine Christlich-Soziale Arbeiterpartei als Alternative zur Sozialdemokratie zu gründen.

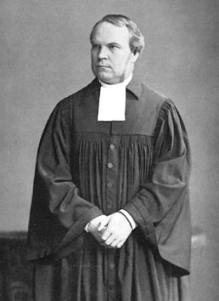
Hofprediger Adolf Stoecker

## Vorgeschichte
Am 5. Dezember 1877 gründet sich in Berlin der Zentralverein für Sozialreform auf religiöser und konstitutionell-monarchischer Grundlage. Neben Adolf Stoecker waren der Pfarrer Rudolf Todt sowie der Nationalökonom Adolph Wagner an der Gründung beteiligt. Ziel des Vereins sollte es sein, die soziale Frage religiös und systemkonform zu beantworten und so dem Atheismus und den revolutionären Bestrebungen der damaligen Sozialdemokratie zu begegnen. Da Stoecker allerdings relativ schnell zu der Ansicht gelangte, dass der Verein nicht seinen Vorstellungen entsprach, lud er für den 3. Januar 1878, also nur knapp vier Wochen später, zu einer Volksversammlung ein, auf der eine neue Partei gegründet werden sollte.

## Ziele
In Teilen glich die Zielsetzung der neuen Partei derjenigen des Zentralvereins: Die soziale Frage sollte protestantisch und monarchistisch beantwortet werden. Das Mittel sollte die Reform statt der Revolution sein. Doch die Neugründung sollte mehr erreichen: Stoecker wollte die soziale Frage nicht erörtern und diskutieren. Die neue Christlich-soziale Arbeiterpartei sollte vielmehr das Hauptinstrument seines Kampfes gegen die Sozialdemokratie sein, die in seinen Augen die Existenz von Staat und Kirche gefährdete. Er wollte die Arbeiter der Sozialdemokratie abspenstig machen, damit sie zu Kirche und Vaterland zurückkehrten. „Der atheistischen Organisation der Sozialdemokratie eine christliche Koalition der Arbeiter entgegenzustellen – das war die Aufgabe“ (Adolf Stoecker).

## Ablauf
Am 3. Januar 1878 fand nun im Lokal „Eiskeller“ in einem Arbeiterviertel im Berliner Norden die öffentliche Gründungsversammlung statt. Stoecker hatte seine Helfer beauftragt, Mitarbeiter der Berliner Stadtmission, Anhänger konservativer Vereine und evangelischer Jünglings- und Männergruppen zu rekrutieren, um sich eine Anhängerschaft im Publikum zu sichern. Dennoch waren die rund 1.000 anwesenden sozialdemokratischen Arbeiter in der überwältigenden Mehrheit, und so wählten sie einen aus ihren Reihen, Paul Grottkau, zum Vorsitzenden der Versammlung.
Nun erschien Stoeckers vermeintlicher Trumpf: Der ehemalige Sozialdemokrat Emil Grüneberg sollte in einer Rede für die Abkehr von der Sozialdemokratie und den Eintritt in die Christlich-soziale Partei werben. Seine Rede war jedoch ein Fiasko: Er sprach unzusammenhängend und unverständlich und wurde vielfach von Gelächter und Widerspruch unterbrochen.
Stoecker hatte ursprünglich nicht geplant, selbst eine Rede zu halten, doch ergriff er nun spontan das Wort. In seiner Stegreifrede stellte er sich als Mann aus einfachen Verhältnissen dar und griff einige sozialdemokratische Forderungen auf. Anschließend polemisierte er scharf gegen den Weg der blutigen Sozialrevolution, gegen Atheismus, Materialismus und Hass aufs „Vaterland“. Er schloss mit einer Werbung für sein Programm: Die sozialistischen Prinzipien Freiheit, Gleichheit und Brüderlichkeit stammen alle aus dem Evangelium von Christo.
Nach Stoecker ergriff nun der Sozialdemokrat Johann Most das Wort. In seiner ebenfalls spontan gehaltenen, leidenschaftlichen Gegenrede führte er die Ansprache des Hofpredigers ad absurdum und riss die Anwesenden mit sich. Mit großer Mehrheit wurde daraufhin „in Erwägung, dass ein fast 1900 Jahre währendes Christentum nicht imstande gewesen ist, das Elend, die äußerste Not der überwiegenden Mehrheit der Menschheit zu lindern“ eine Resolution angenommen und die Gründung einer Christlich-sozialen Arbeiterpartei verworfen. Grottkau schloss die Veranstaltung mit einem dreifachen Hochruf auf die Sozialdemokratie, und beim Verlassen des Saales wurde die Arbeitermarseillaise gesungen. Stoecker hatte eine erhebliche Schlappe erlitten.

## Danach
Am 1. Februar 1878 wurde die Konstituierung der Partei in einer kleinen Versammlung unter Ausschluss der Öffentlichkeit und mit Polizeischutz vollzogen. Nach Stoeckers Angaben ließen sich am Gründungstag fünfzig Arbeiter aufnehmen, davon mehr als die Hälfte Sozialdemokraten.